# Kacjaryna Barysevič
Kacjaryna Anatol'eŭna Barysevič (in bielorusso Кацярына Анатольеўна Барысевіч?; Staryja Darohi, 2 agosto 1982) è una giornalista bielorussa, corrispondente per il sito di notizie indipendente TUT.BY. Ha lavorato per la Radio europea per la Bielorussia e altri media. Ha riferito della morte di Raman Bandarėnka nel 2020, per questo motivo arrestata il 19 novembre 2020 a Minsk, processata e detenuta. È riconosciuta come prigioniera politica da Amnesty International e Viasna Human Rights Centre. Viene rilasciata il 19 maggio 2021.

## Biografia
Kacjaryna Barysevič è nata a Staryja Darohi vicino a Minsk. Mentre studiava all'Università statale bielorussa, ha lavorato part-time presso "New Radio" e successivamente presso il "Primo canale radiofonico nazionale bielorusso". Nel 2007 si è laureata presso la Facoltà di giornalismo della BSU, specializzandosi in "Giornalismo televisivo e radiofonico".

## Carriera
Nel 2007 ha ottenuto un lavoro presso la Radio europea per la Bielorussia, ma ha dovuto rinunciare quando, nel 2008, è stata perquisita la sede della stazione radiofonica di Minsk e tutti i dipendenti sono stati evacuati a Varsavia. Tuttavia, rimane a Minsk e lavora per il quotidiano bielorusso-russo Komsomol Pravda in Bielorussia, dove si occupa principalmente di cronache criminali. Barysevič vi ha lavorato fino a gennaio 2017, prima di accettare l'offerta di lavorare per il sito “TUT.BY”.

### Arrestata e condannata
Barysevič copre giornalisticamente il caso dell'omicidio di Raman Bandarėnka nel novembre 2020  e svela informazioni mediche non note secondo le quali l'uomo assassinato era completamente sobrio. Cosa che contraddice la tesi ufficiale sostenuta da Aljaksandr Lukašėnka e Natallja Kačanova secondo la quale Roman Bandarenka era ubriaco al momento della sua morte. Per questo fatto è stata arrestata il 19 novembre 2020 a Minsk insieme al suo informatore, il dottor Arcëm Sarokin. Viene aperto un procedimento penale.
Il 2 marzo 2021 il tribunale distrettuale Kastryčnickij di Minsk, sotto la presidenza del giudice Svjatlana Bandarėnka, emette il verdetto: Kacjaryna Barysevič è riconosciuta colpevole di istigazione a rivelare un segreto medico e viene condannata a 6 mesi di carcere, oltre a una multa. Il dottorArcëm Sarokin è stato giudicato colpevole di aver divulgato un segreto medico a un giornalista ed è stato condannato a 2 anni di reclusione, di cui 1 anno di sospensione, oltre a una multa.
Il ricorso contro la sentenza, esaminato dal tribunale della città di Minsk il 20 aprile 2021, è respinto.

### Le reazioni
Il 24 novembre 2020, l'organizzazione internazionale per i diritti umani "Amnesty International" l'ha riconosciuta come prigioniera di coscienza nel caso Bandarėnka. Lo stesso giorno, con una dichiarazione congiunta, anche dieci organizzazioni, tra cui il Viasna Human Rights Centre, l'Associazione dei giornalisti bielorussi, il Comitato bielorusso di Helsinki, l'hanno riconosciuta come prigioniera politica. Il vicepresidente dell'Associazione dei giornalisti bielorussi, Barys Goreckij, ha affermato che non sono le autorità a combattere il problema, ma i media: "Pensano che se la stampa non scrive di Bandarėnka, la gente non lo saprà. Loro, ovviamente, sanno tutto, ma i media sono sempre sotto attacco".
Il 2 marzo 2021, in una lettera aperta, i redattori di "TUT.BY" dichiarano illegale e ingiusta la condanna di Kacjaryna Barysevič: "Una vendetta su di lei per il suo lavoro e un tentativo di fare pressione su TUT.BY e altri media indipendenti". Tutti i giornalisti, redattori e dipendenti del sito, hanno firmato per il suo immediato rilascio. Anche i rappresentanti dell'Associazione dei giornalisti tedeschi, Reporters sans frontières e Cem Özdemir, membro del Bundestag, criticano la decisione della corte. Svjatlana Cichanoŭskaja definisce le decisioni del tribunale contro il medico e la giornalista come la prova che "per il regime la verità è diventata un reato penalmente punibile", le fa visita in carcere il capitano della squadra di basket femminile bielorussa, Kacjaryna Snytina.
Altre organizzazioni che hanno condannato la detenzione e la condanna di Barysevič includono la Federazione europea dei giornalisti, il Comitato per la protezione dei giornalisti, l'International Press Institute.. Vol'ha Chižynkova, "Miss Bielorussia" e giornalista esperta, ha commentato la sentenza: "Accolgo con favore la sentenza relativamente 'morbida' per persone totalmente innocenti. Che non siano cinque, non dieci anni di prigione, ecco dove siamo arrivati".' La Rappresentante OSCE per la libertà dei media, Teresa Ribeiro, ha definito il verdetto di Barysevič un altro colpo alla libertà dei media in Bielorussia.
Kacjaryna Barysevič è uscita dal carcere il 19 maggio 2021.

## Riconoscimenti
- Il 10 dicembre 2020 è stata riconosciuta come giornalista dell'anno (2020).[23][24][25]
- Il 9 aprile 2021, Kacjaryna Barysevič, insieme a Dar"ja Čul'cova e Kacjaryna Andrėeva (entrambe di Biełsat TV), hanno ricevuto il premio Honor of Journalism intitolato ad Ales Lipai (il fondatore di BelaPAN).[26]
- Il 14 luglio 2021, Barysevič è stata insignita del CPJ International Press Freedom Award.[27]
- Il 12 agosto 2021, ha ricevuto il Premio Gerd Bucerius per la stampa libera dell'Europa orientale (2021) insieme ad altri.[28]

## Vita privata
Ha una figlia.